# Máriapócs
Máriapócs is een plaats (város) en gemeente in het Hongaarse comitaat Szabolcs-Szatmár-Bereg. Máriapócs telt 2191 inwoners (2005).

## Galerij

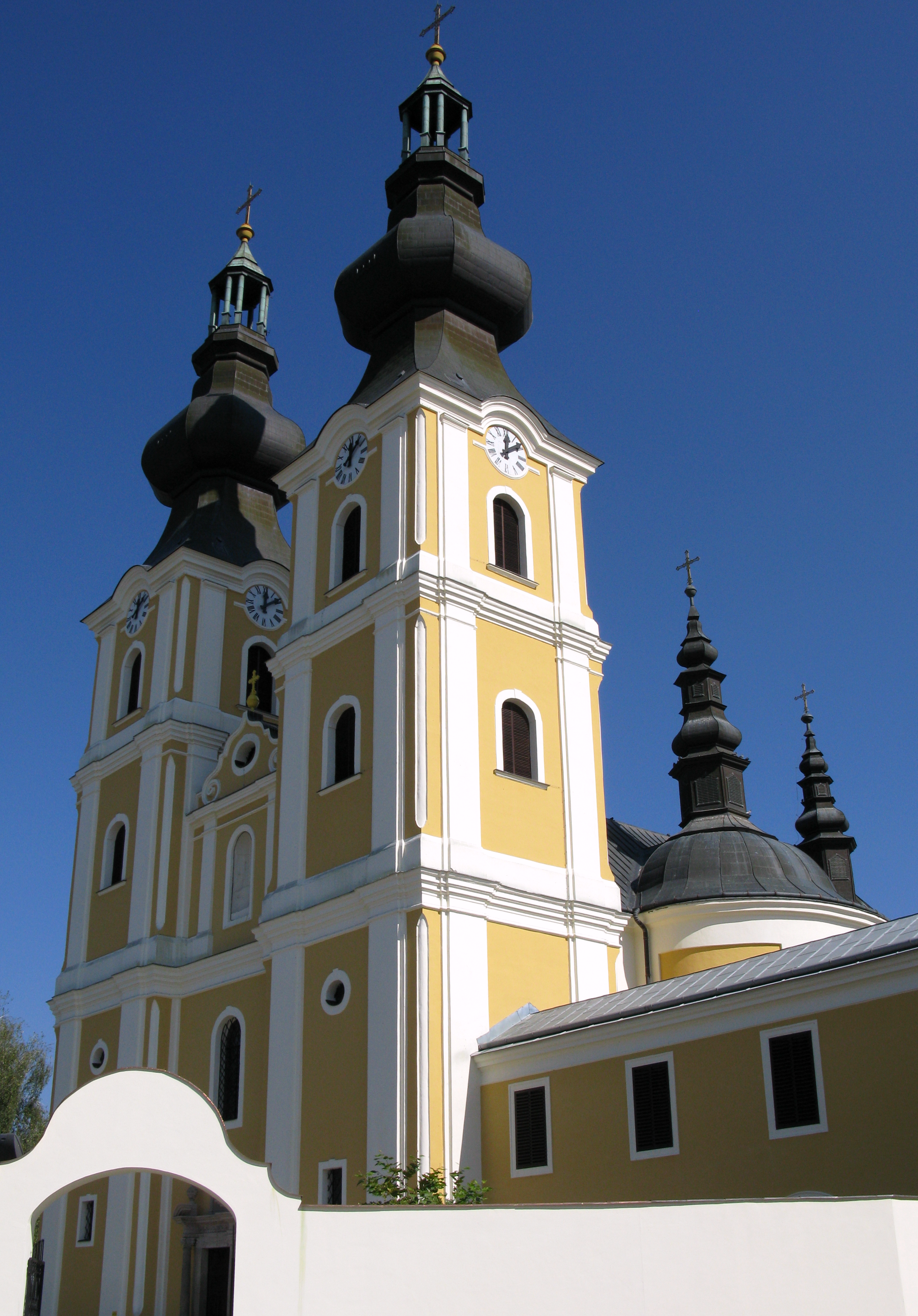
Grieks-katholieke kerk van de Heilige Michaël
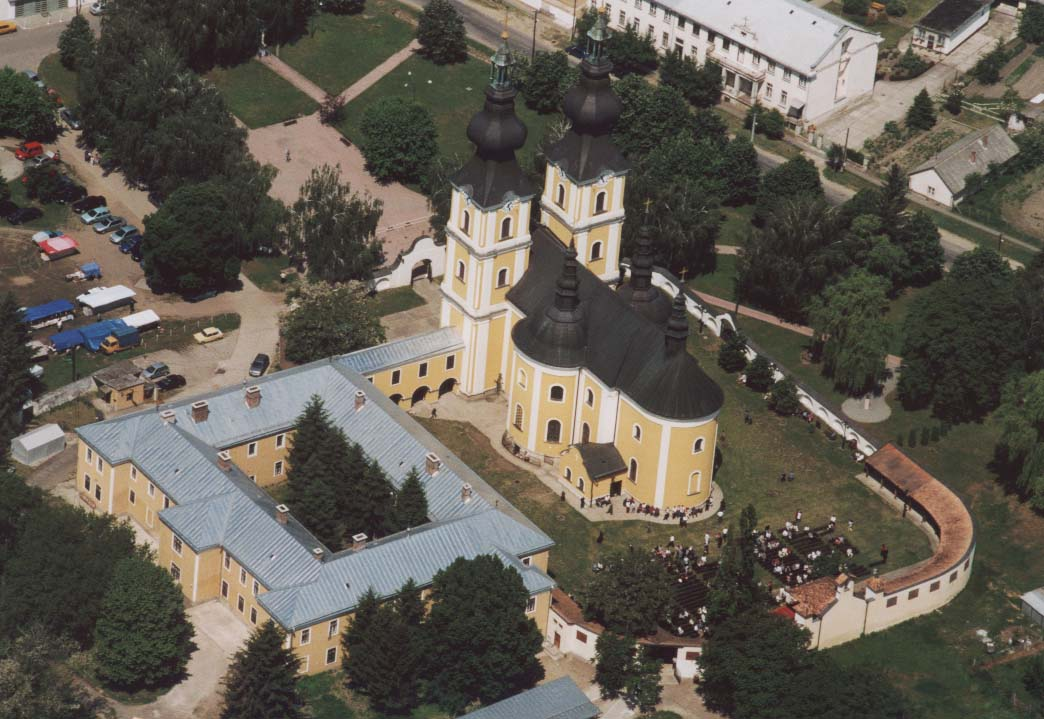
Bovenaanzicht van de kerk
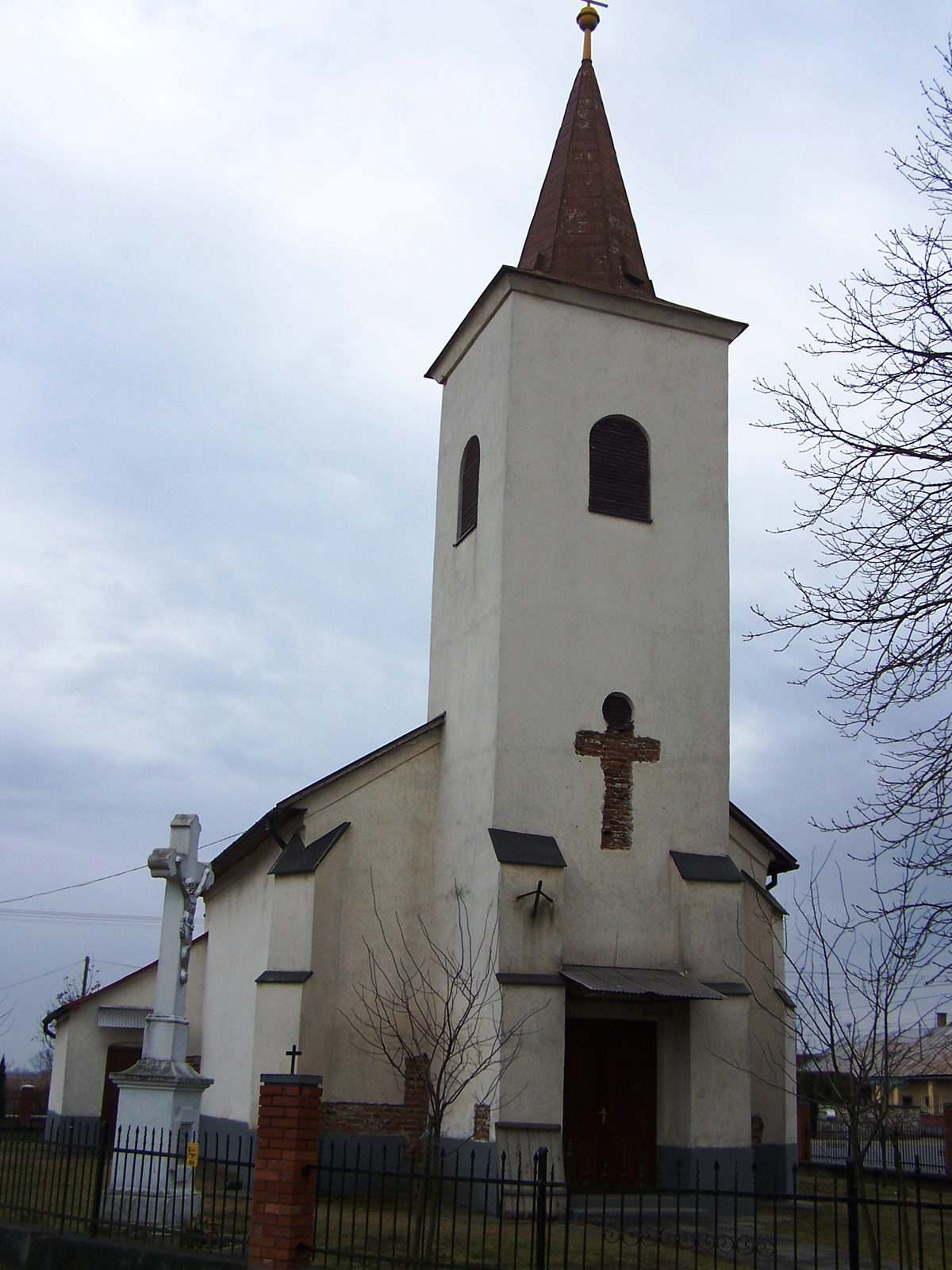
Rooms-katholieke kerk van de Onbevlekte Ontvangenis